# Thể kỷ truyện
Thể kỷ truyện (phồn thể: 紀傳體; giản thể: 纪传体; bính âm: jì zhuàn tǐ) là một loại hình thức sách sử ở Đông Á. Trong đó, bản kỷ và liệt truyện là bộ phận chủ yếu (trục chính) trong khi dòng thời gian là trục ngang để phản ánh các sự kiện lịch sử. Thể kỷ truyện hình thành dựa trên hình thức ghi chép truyện ký (tiểu sử) cho mỗi nhân vật. Truyện ký của hoàng đế gọi là "Kỷ" (hay bản kỷ), của hoàng tộc, ngoại thích hay nhân vật bình thường thì gọi là "Truyện" (hay liệt truyện), chư hầu các nước (hoặc các gia tộc lớn) thì xưng "Thế gia", ghi chép chế độ, phong tục, kinh tế thì gọi là "Chí", "Ý", "Khảo" hoặc gọi chung là "Thư", sắp xếp lịch sử theo phương thức bảng biểu thì gọi là "Biểu". "Truyện" và "Kỷ" là hai bộ phận không thể thiếu trong hình thức này, vì vậy được gọi là "thể Kỷ Truyện".
Thể kỷ truyện bắt đầu xuất hiện ở trong Kinh Thư của Khổng Tử; tuy nhiên đến thời nhà Hán, Tư Mã Thiên chịu ảnh hưởng từ việc chép sử của Khổng Tử mới dần định hình bút pháp cho thể loại này. Sử ký của Tư Mã Thiên là bộ sách sử đầu tiên ở Trung Quốc biên soạn theo lối kỷ truyện. Có thể nói Tư Mã Thiên là người đã thiết lập ra thể lệ chép sử mới một cách hoàn chỉnh. Đông Lai Lữ Tổ Khiêm đời Tống khi bàn đến lịch sử đã nói: "Sử có hai thể: Thể biên niên, bắt đầu từ họ Tả, thể Kỷ truyện, bắt đầu từ Tư Mã Thiên".
Những bộ chính sử về sau của Trung Quốc như Nhị thập tứ sử hay Nhị thập ngũ sử đều dựa theo cách viết này để biên soạn. Không chỉ ở Trung Quốc, thể kỷ truyện còn trở thành khuôn mẫu cho việc ghi chép chính sử của các nước trong vùng văn hóa chữ Hán (gồm Triều Tiên, Hàn Quốc, Việt Nam, Nhật Bản). Những bộ sách sử như Tam quốc sử ký hay Cao Ly sử của Triều Tiên, Đại Nhật Bản sử của Nhật Bản, Đại Nam liệt truyện Tiền biên và Lê triều thông sử của Việt Nam đều bị ảnh hưởng rất lớn từ Sử ký và biên soạn theo thể kỷ truyện.

## Sách sử viết theo thể kỷ truyện

### Trung Quốc

#### Theo thời kỳ

##### Tiền Tần
| Tên      | Tên                | Thời kỳ   | Tác giả          | Số quyển | Ghi chú | Nguồn  |
| Gốc      | Hán Việt           | Thời kỳ   | Tác giả          | Số quyển | Ghi chú | Nguồn  |
| -------- | ------------------ | --------- | ---------------- | -------- | ------- | ------ |
| 殷商史記 | Ân Thương sử ký    | Dân quốc  | Nghiêm Nhất Bình | 20 quyển | [ a ]   | [ 14 ] |
| 春秋紀傳 | Xuân Thu kỷ truyện | Nhà Thanh | Lý Phượng Sô     | 51 quyển | [ b ]   | [ 15 ] |

##### Nhà Tần
| Tên    | Tên        | Thời kỳ  | Tác giả         | Số quyển                      | Ghi chú | Nguồn  |
| Gốc    | Hán Việt   | Thời kỳ  | Tác giả         | Số quyển                      | Ghi chú | Nguồn  |
| ------ | ---------- | -------- | --------------- | ----------------------------- | ------- | ------ |
| 秦集史 | Tần tập sử | Cận đại  | Mã Phi Bách     | 82 thiên (chia làm 147 thiên) | [ c ]   | [ 16 ] |
| 秦史   | Tần sử     | Hiện đại | Vương Cừ Thường | 53 quyển                      | [ d ]   | [ 17 ] |

##### Nhà Hán
| Tên          | Tên                         | Thời kỳ   | Tác giả         | Số quyển | Số quyển | Ghi chú     | Nguồn  |
| Gốc          | Hán Việt                    | Thời kỳ   | Tác giả         | Gốc      | Nay      | Ghi chú     | Nguồn  |
| ------------ | --------------------------- | --------- | --------------- | -------- | -------- | ----------- | ------ |
| 太史公書後傳 | Thái sử công thư hậu truyện | Đông Hán  | Ban Bưu         | 65       |          | [ e ]       | [ 18 ] |
| 漢書         | Hán thư                     | Đông Hán  | Ban Cố          | 100      | 120      | [ f ]       | [ 19 ] |
| 東觀漢記     | Đông Quán Hán ký            | Đông Hán  | Lưu Trân        | 143      | 22       | [ g ]       | [ 20 ] |
| 後漢書       | Hậu Hán thư                 | Đông Ngô  | Tạ Thừa         | 130      | 8        | [ g ]       | [ 21 ] |
| 後漢記       | Hậu Hán thư                 | Đông Ngô  | Tiết Oánh       | 100      | 1        | [ g ]       | [ 22 ] |
| 續漢書       | Tục Hán thư                 | Tây Tấn   | Tư Mã Bưu       | 83       | 5        | [ g ] [ h ] | [ 23 ] |
| 漢後書       | Hán hậu thư                 | Tây Tấn   | Hoa Kiệu        | 97       | 3        | [ g ] [ i ] | [ 24 ] |
| 後漢書       | Hậu Hán thư                 | Đông Tấn  | Tạ Trầm         | 122      | 1        | [ g ]       | [ 25 ] |
| 後漢南記     | Hậu Hán nam ký              | Đông Tấn  | Trương Oánh     | 55       | 1        | [ g ]       | [ 26 ] |
| 後漢書       | Hậu Hán thư                 | Đông Tấn  | Viên Sơn Tùng   | 100      | 4        | [ g ]       | [ 27 ] |
| 後漢書       | Hậu Hán thư                 | Lưu Tống  | Lưu Nghĩa Khánh | 55       |          | [ g ]       |        |
| 後漢書       | Hậu Hán thư                 | Lưu Tống  | Phạm Diệp       | 90       | 100      | [ j ]       |        |
| 後漢書       | Hậu Hán thư                 | Nhà Lương | Tiêu Tử Hiển    | 100      |          | [ g ]       |        |
| 後漢書       | Hậu Hán thư                 | Nhà Thanh | Vương Đình Xán  | 14       | 14       |             |        |

##### Tam Quốc
| Tên        | Tên                 | Thời kỳ    | Tác giả          | Số quyển | Số quyển | Ghi chú           | Nguồn  |
| Gốc        | Hán Việt            | Thời kỳ    | Tác giả          | Gốc      | Nay      | Ghi chú           | Nguồn  |
| ---------- | ------------------- | ---------- | ---------------- | -------- | -------- | ----------------- | ------ |
| 魏略       | Ngụy lược           | Tào Ngụy   | Ngư Hoạn         | 50       | 25       |                   |        |
| 魏書       | Ngụy thư            | Tào Ngụy   | Vương Trầm       | 48       |          |                   | [ 28 ] |
| 魏書       | Ngụy thư            | Tào Ngụy   | Hạ Hầu Trạm      |          |          |                   |        |
| 吳書       | Ngô thư             | Đông Ngô   | Vi Chiêu         | 55       |          |                   | [ 28 ] |
| 三國志     | Tam quốc chí        | Tây Tấn    | Trần Thọ         | 66       | 65       | [ k ]             |        |
| 續後漢書   | Tục Hậu Hán thư     | Nhà Tống   | Tiêu Thường      | 44       | 44       | [ l ] [ m ]       |        |
| 修改三國志 | Tu cải Tam quốc chí | Nhà Tống   | Lý Kỷ            | 69       |          | [ g ]             |        |
| 蜀漢書     | Thục Hán thư        | Nhà Tống   | Ông Tái          | Không rõ |          | [ n ] [ g ]       |        |
| 蜀漢書     | Thục Hán thư        | Nhà Tống   | Trịnh Hùng Phi   | Không rõ |          | [ n ] [ g ]       |        |
| 續後漢書   | Tục Hậu Hán thư     | Nhà Nguyên | Hách Kinh        | 130      | 130      | [ n ] [ o ]       |        |
| 續後漢書   | Tục Hậu Hán thư     | Nhà Nguyên | Trương Xu        | 63       |          | [ p ] [ n ] [ g ] |        |
| 季漢書     | Quý Hán thư         | Nhà Minh   | Tạ Bệ            | 56       |          | [ l ] [ q ]       |        |
| 續後漢書   | Tục Hậu Hán thư     | Nhà Minh   | Lữ Thượng Kiệm   | 60       |          | [ l ]             |        |
| 季漢書     | Quý Hán thư         | Nhà Thanh  | Chương Đào       | 90       | 90       | [ l ]             |        |
| 季漢書     | Quý Hán thư         | Nhà Thanh  | Thang Thành Liệt | 64       | 64       | [ l ]             |        |

##### Nhà Tấn
| Tên      | Tên                | Thời kỳ   | Tác giả          | Số quyển | Số quyển | Ghi chú | Nguồn                |
| Gốc      | Hán Việt           | Thời kỳ   | Tác giả          | Gốc      | Nay      | Ghi chú | Nguồn                |
| -------- | ------------------ | --------- | ---------------- | -------- | -------- | ------- | -------------------- |
| 晉書     | Tấn thư            | Đông Tấn  | Vương Ẩn         | 93       | 11       | [ r ]   | [ 28 ] [ 29 ] [ 30 ] |
| 晉書     | Tấn thư            | Đông Tấn  | Ngu Dự           | 44       | 1        | [ r ]   | [ 28 ] [ 30 ] [ 31 ] |
| 晉書     | Tấn thư            | Đông Tấn  | Chu Phượng       | 14       | 1        | [ r ]   | [ 28 ] [ 30 ]        |
| 晉中興書 | Tấn trung hưng thư | Lưu Tống  | Hà Pháp Tịnh     | 78       | 7        | [ r ]   | [ 30 ] [ 32 ]        |
| 晉書     | Tấn thư            | Lưu Tống  | Tạ Linh Vận      | 36       | 1        | [ r ]   | [ 30 ] [ 32 ]        |
| 晉書     | Tấn thư            | Nam Tề    | Tang Vinh Tự     | 110      | 18       | [ r ]   | [ 30 ] [ 32 ]        |
| 晉書     | Tấn thư            | Nhà Lương | Tiêu Tử Vân      | 102      | 1        | [ r ]   | [ 30 ] [ 32 ]        |
| 晉史草   | Tấn sử thảo        | Nhà Lương | Tiêu Tử Hiển     | 30       | 1        | [ r ]   | [ 30 ] [ 32 ]        |
| 晉書     | Tấn thư            | Nhà Lương | Thẩm Ước         | 111      | 1        | [ r ]   | [ 30 ] [ 32 ]        |
| 晉書     | Tấn thư            | Nhà Lương | Trịnh Trung      | 7        |          | [ r ]   | [ 33 ]               |
| 東晉新書 | Đông Tấn tân thư   | Nhà Lương | Dữu Tiện         | 7        |          | [ r ]   |                      |
| 晉書     | Tấn thư            | Nhà Đường | Hứa Kính Tông    | 130      |          | [ r ]   | [ 34 ]               |
| 晉書     | Tấn thư            | Nhà Đường | Phòng Huyền Linh | 132      | 130      | [ s ]   |                      |
| 晉略     | Tấn lược           | Nhà Đường | Chu Tể           | 66       | 66       | [ t ]   |                      |
| 晉記     | Tấn ký             | Nhà Đường | Quách Luân       | 68       | 68       | [ u ]   |                      |

### Triều Tiên
| Tên      | Tên            | Thời kỳ           | Tác giả       | Số quyển | Số quyển | Ghi chú | Nguồn  |
| Gốc      | Hán Việt       | Thời kỳ           | Tác giả       | Gốc      | Nay      | Ghi chú | Nguồn  |
| -------- | -------------- | ----------------- | ------------- | -------- | -------- | ------- | ------ |
| 삼국사기 | Tam quốc sử ký | Vương thị Cao Ly  | Kim Phú Thức  | 50       | 50       | [ v ]   | [ 35 ] |
| 고려사   | Cao Ly sử      | Lý thị Triều Tiên | Trịnh Lân Chỉ | 137      | 137      | [ w ]   | [ 36 ] |

### Nhật Bản
| Tên        | Tên                | Thời kỳ          | Tác giả            | Số quyển | Số quyển | Ghi chú | Nguồn  |
| Chữ Hán    | Hán Việt           | Thời kỳ          | Tác giả            | Gốc      | Nay      | Ghi chú | Nguồn  |
| ---------- | ------------------ | ---------------- | ------------------ | -------- | -------- | ------- | ------ |
| 大日本史   | Đại Nhật Bản sử    | Thời kỳ Edo      | Tokugawa Mitsukuni | 397      | 397      | [ x ]   | [ 37 ] |
| 盈筐录     | Doanh khuông lục   | Thời kỳ Edo      | Masahide Komiyama  |          | 400      |         |        |
| 日本史记   | Nhật Bản sử ký     | Thời kỳ Minh Trị | Kondō Heijō        |          |          |         |        |
| 续日本史   | Tục Nhật Bản sử    | Thời kỳ Minh Trị | Isshiki Shigeki    |          |          |         |        |
| 大日本野史 | Đại Nhật Bản dã sử |                  |                    |          |          |         |        |
| 日本史记   | Nhật Bản sử ký     |                  |                    |          |          |         |        |
| 南山史     | Nam Sơn sử         |                  | Katayama Heizaburō |          | 30       |         |        |